# Accord de Washington (1994)
Pour les articles homonymes, voir Accords de Washington.

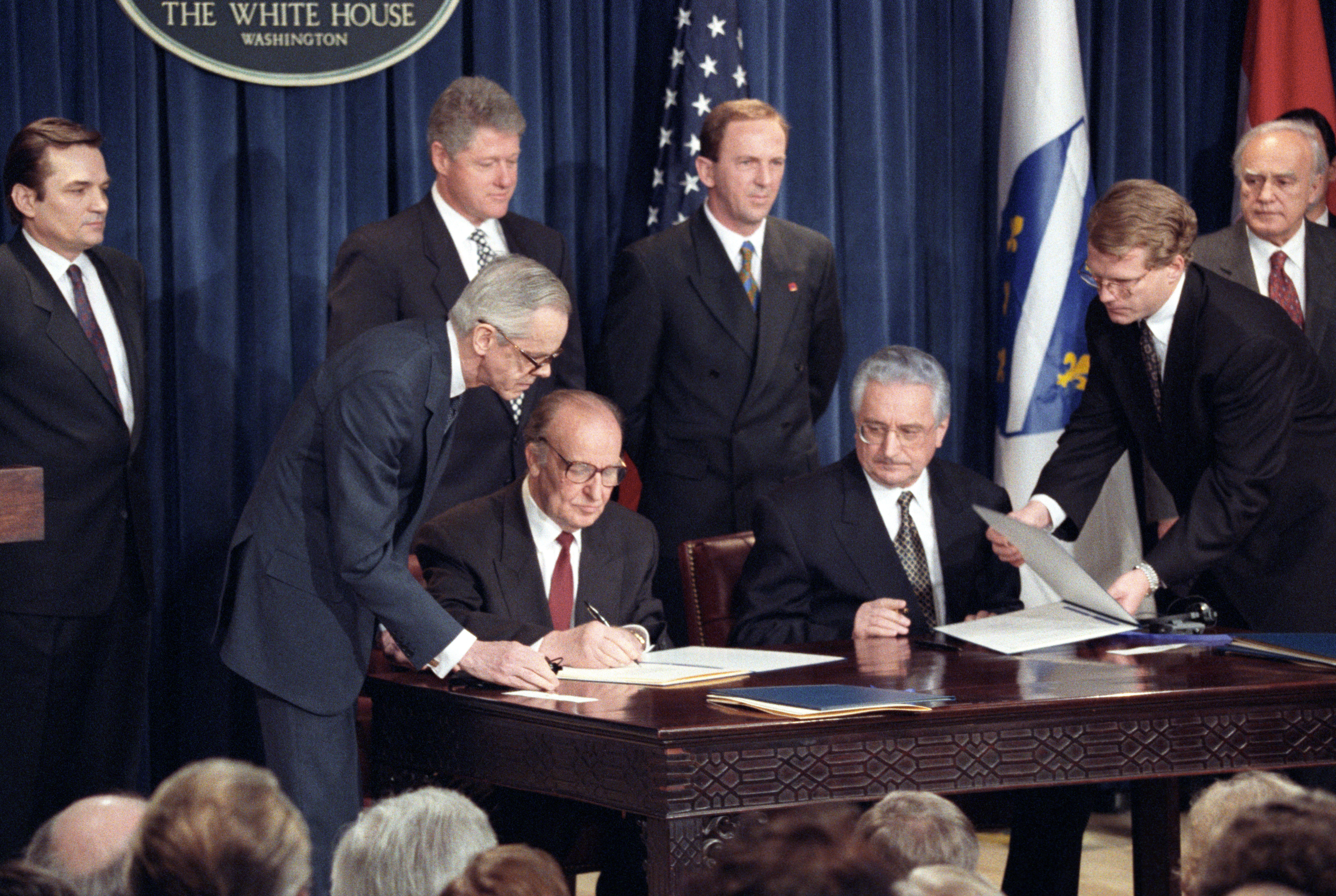
Le président bosnien Alija Izetbegović et le président croate Franjo Tuđman signant l'accord de Washington.

L'accord de Washington est un accord de cessez-le-feu entre les Croates de Bosnie-Herzégovine et le gouvernement de la république de Bosnie-Herzégovine, signé dans le cadre de la guerre de Bosnie-Herzégovine à Washington le 18 mars 1994 et Vienne[pas clair].
Il a été signé par le Premier ministre bosnien Haris Silajdžić, le ministre croate des Affaires étrangères Mate Granić (en) et le dirigeant des Croates de Bosnie-Herzégovine Krešimir Zubak (en). En vertu de cet accord, le territoire combiné détenu par les forces croates et bosniennes est divisé en dix cantons autonomes, créant ainsi la fédération de Bosnie-et-Herzégovine .
Les forces militaires unies des Croates et des Bosniaques augmenteront ainsi la pression sur les Serbes de Bosnie pour qu'ils acceptent le plan de paix.
Dans le même temps, les présidents Franjo Tuđman et Alija Izetbegović ont paraphé l'accord préliminaire sur la confédération lâche entre la Croatie et la fédération de Bosnie-et-Herzégovine.
Cet accord a été conclu sous la pression des États-Unis, qui ont proposé d'aider la Croatie à regagner ses territoires occupés par les Serbes si elle mettait fin à la guerre contre les musulmans. Ainsi, Tuđman semble avoir au moins temporairement renoncé à la division tripartite de la Bosnie en échange de la garantie de l'intégrité territoriale de la Croatie. « Les Américains n’avaient pas pour autant arrêté la guerre dans toute la Bosnie. Mais ils avaient empêché un partage du pays en trois et la constitution d’un mini-État musulman au cœur de l’Europe. »